# Santuario de María Auxiliadora (Talca)
El Santuario de María Auxiliadora es un templo y santuario católico ubicado en la comuna chilena de Talca, Región del Maule. Pertenece a la congregación salesiana y fue inaugurado en 1915. 
Se ubica a un costado de la sede sur del Centro Educativo Salesianos Talca, en Avenida Monseñor Manuel Larraín. Ambas edificaciones son consideradas como Inmuebles de Conservación Histórica por el Ministerio de Vivienda y Urbanismo de Chile.
Se encuentra en la misma ubicación de la antigua capilla del Hospital San Juan de Dios de Talca entre los siglos XIX y XX.

## Historia

### Antecedentes
La iglesia actualmente se ubica en el mismo punto en el que, desde 1807 se encontraba la antigua iglesia-capilla del Hospital San Juan de Dios, a cargo de la orden del mismo nombre.
Hacia 1870, las autoridades de la época comenzaron a observar que el hospital no daba abasto para cubrir la alta demanda que en ese entonces recaía sobre esta. De esta manera, comenzaron a gestionar el traslado de esta hacia un lugar periférico de la creciente ciudad, con la intención de aumentar el espacio disponible para el hospital y sus diversas instalaciones.
El periodista Recaredo Santos Tornero, para su libro Chile Ilustrado publicado en 1872, le dedicó una pequeña sección a la iglesia:

(...) es de una nave, i está situada cinco cuadras hácia el Oriente de la plaza. En la parte interior ha recibido recientemente una reparación completa ; se ha refaccionado su altar, púlpito i coro, i pintado hermosos cuadros que contribuyen a darle un agradable aspecto.

(Texto escrito con la ortografía de Bello)
Recaredo Santos Tornero

Así, en 1886 se inauguraría el nuevo hospital, dejando su antiguo edificio desocupado. En 1887, la congregación salesiana, a través del presbítero Julio de la Cruz, comenzó a realizar las gestiones para adquirir el edificio del antiguo hospital y su capilla, a fin de tener un lugar para arribar con la congregación a la ciudad. El edificio era ideal, pues su ubicación y dimensiones facilitaban la labor educativa y profesional que los salesianos tenían preparado.
De esta forma, liderados por el sacerdote Domingo Tomatis, el 21 de febrero de 1888, los salesianos llegaron a la ciudad y tomaron posesión del recinto. Al día siguiente, en una sobria liturgia, reinauguraron el pequeño templo conjunto.

### Concepción e inauguraciones

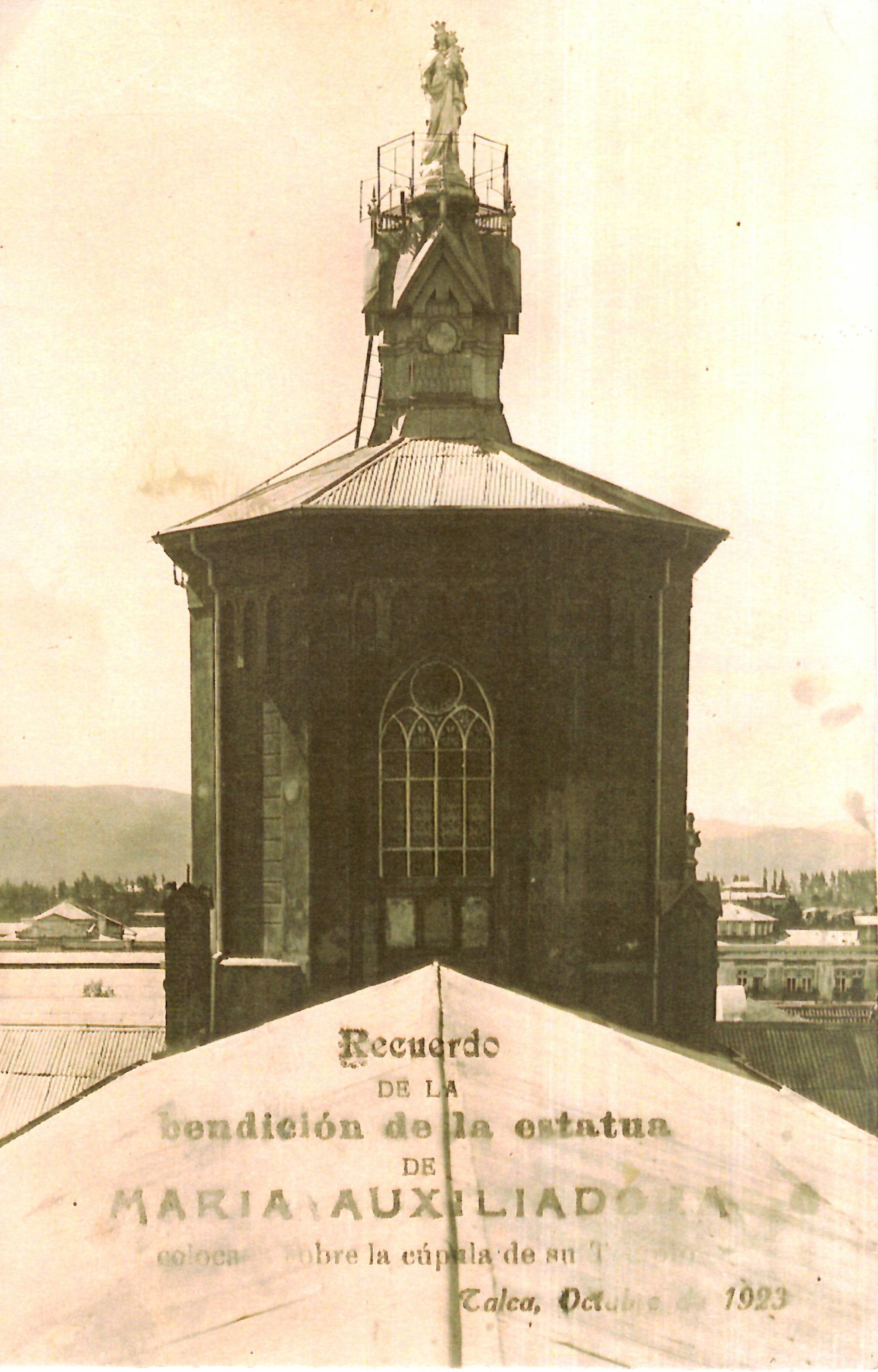
Bendición de la imagen de María Auxiliadora sobre la cúpula, octubre de 1923.

Los salesianos adecuarían las instalaciones del hospital para convertirlo en una escuela, pero mantendrían la capilla intacta. Sin embargo, con el terremoto de 1906, la capilla sufrió importantes daños estructurales. Se mantendría en pie hasta la conmemoración por su centenario en 1907, pero ya en ese entonces desde la congregación se encontraban planificando lo que sería la nueva iglesia para la escuela.
De esta manera, con un incansable trabajo de los sacerdotes Antonio Bergia y Silvio Romoli, la antigua capilla fue demolida para dar paso a un nuevo templo que representase la labor de los salesianos en la ciudad y su devoción por María Auxiliadora. Para su construcción, se organizaron colectas entre la población dirigidas por los propios sacerdotes del colegio, y la colonia italiana, de la cual el padre Bergia era sacristán, planificó sus propias actividades con la intención de recaudar fondos, pues ambas entidades eran muy cercanas.
La construcción comenzó en 1911. En 1915 fue inaugurada en una solemne ceremonia aunque, en realidad, no se encontraba terminada. De hecho, fue inaugurándose por partes, pues la nave principal culminó definitivamente en 1918, mientras la cúpula con la imagen de María Auxiliadora se terminó y bendijo a finales de 1923. Por su parte, el campanario fue inaugurado el 6 de noviembre de 1927 con la presencia de Monseñor Carlos Labbé y la gruta de la Virgen María el 22 de septiembre de 1928.

### Posterioridad
Desde su inauguración, el templo ha pasado por diversos hechos que la han erigido como una de las más importantes de la ciudad. El 1 de diciembre de 1928, el santuario sufrió su primer gran terremoto, contando con daños considerables pero resistiendo. Sería uno de los pocos edificios de Talca que no se derrumbaron. En algún momento fue reparado a través de colectas de la comunidad.
Posteriormente julio de 1938 el recién ordenado sacerdote, Raúl Silva Henríquez, celebró su primera misa en el templo, esto al ser salesiano y originario de Talca.

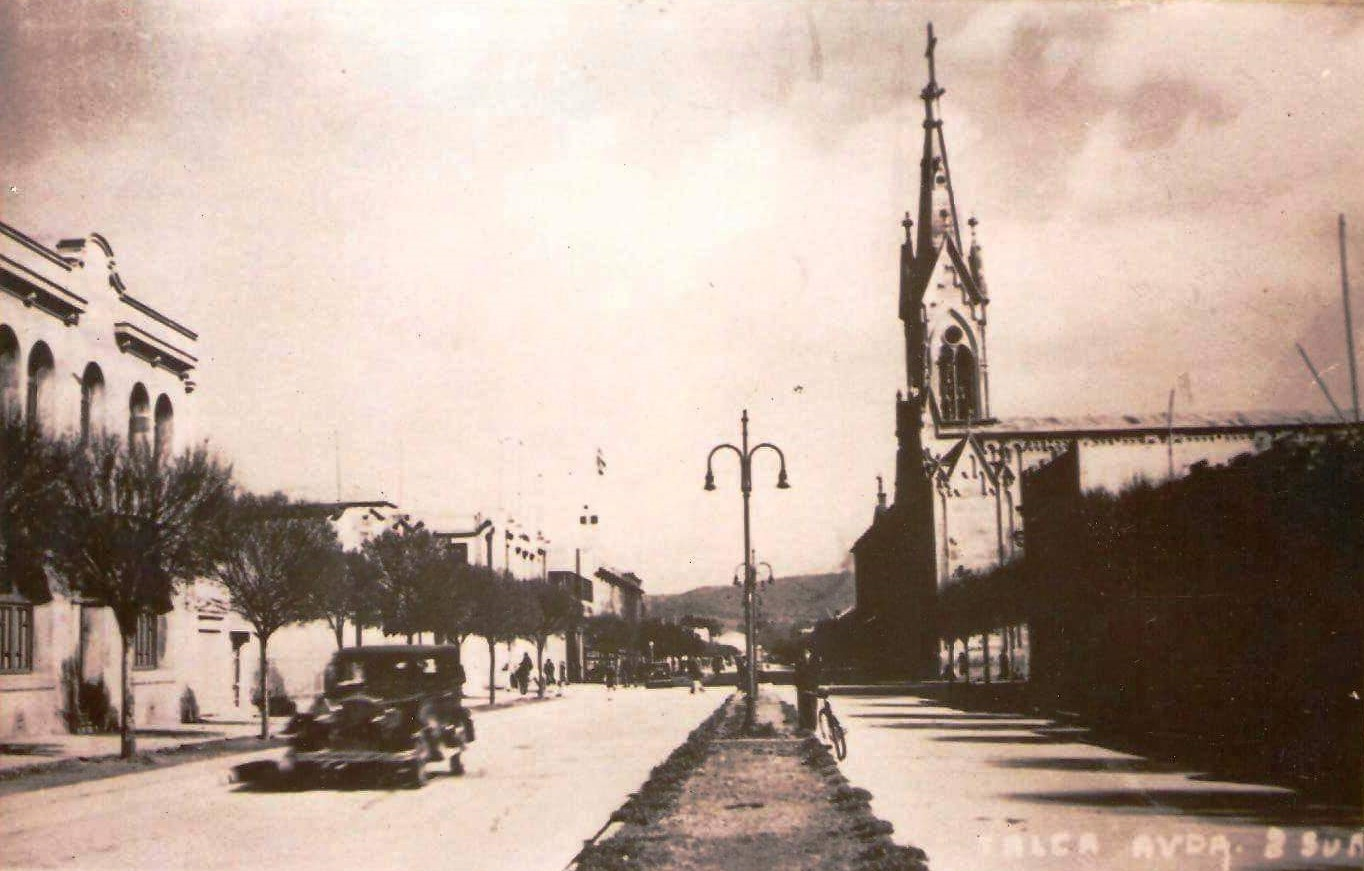
Avenida 2 sur con el Santuario a mediados del siglo.

El 18 de enero de 1949 la escuela sufrió un voraz incendio de vastas consecuencias. La iglesia sufrió daños medianamente graves, destacando el incendio casi total de la cúpula con la imagen de María Auxiliadora. El resto del templo fue salvado de las llamas por el cuerpo de bomberos de Talca, quienes utilizaron antiguas bombas para combatir el fuego que se dirigía al santuario.
En 1985 y 2010 el templo es golpeado nuevamente por terremotos, siendo este último el que generó más daños en su estructura e interior. Estuvo en reparaciones durante cuatro años, pues debió restaurarse casi la totalidad del costado oriente del templo, así como también parte importante de su interior, frontis y otros espacios. En agosto de 2014 fue reinaugurado en una sentida misa.
La noche del 11 de noviembre de 2019, la iglesia fue saqueada y profanada en el contexto de los disturbios por las manifestaciones del estallido social. La entrada principal fue forzada por antisociales, quienes destruyeron prácticamente la totalidad de figuras religiosas, bancas, estandartes e incluso instrumentos musicales que había en el interior, siendo quemados la mayoría a las afueras del lugar. En los meses posteriores, gran parte de los elementos destruidos fueron repuestos a través de colectas y donaciones de distintos entes.

## Descripción

### Interior
Su planta está dividida por tres naves principales, siendo la central la de mayor tamaño en anchura y altitud.

#### Nave central

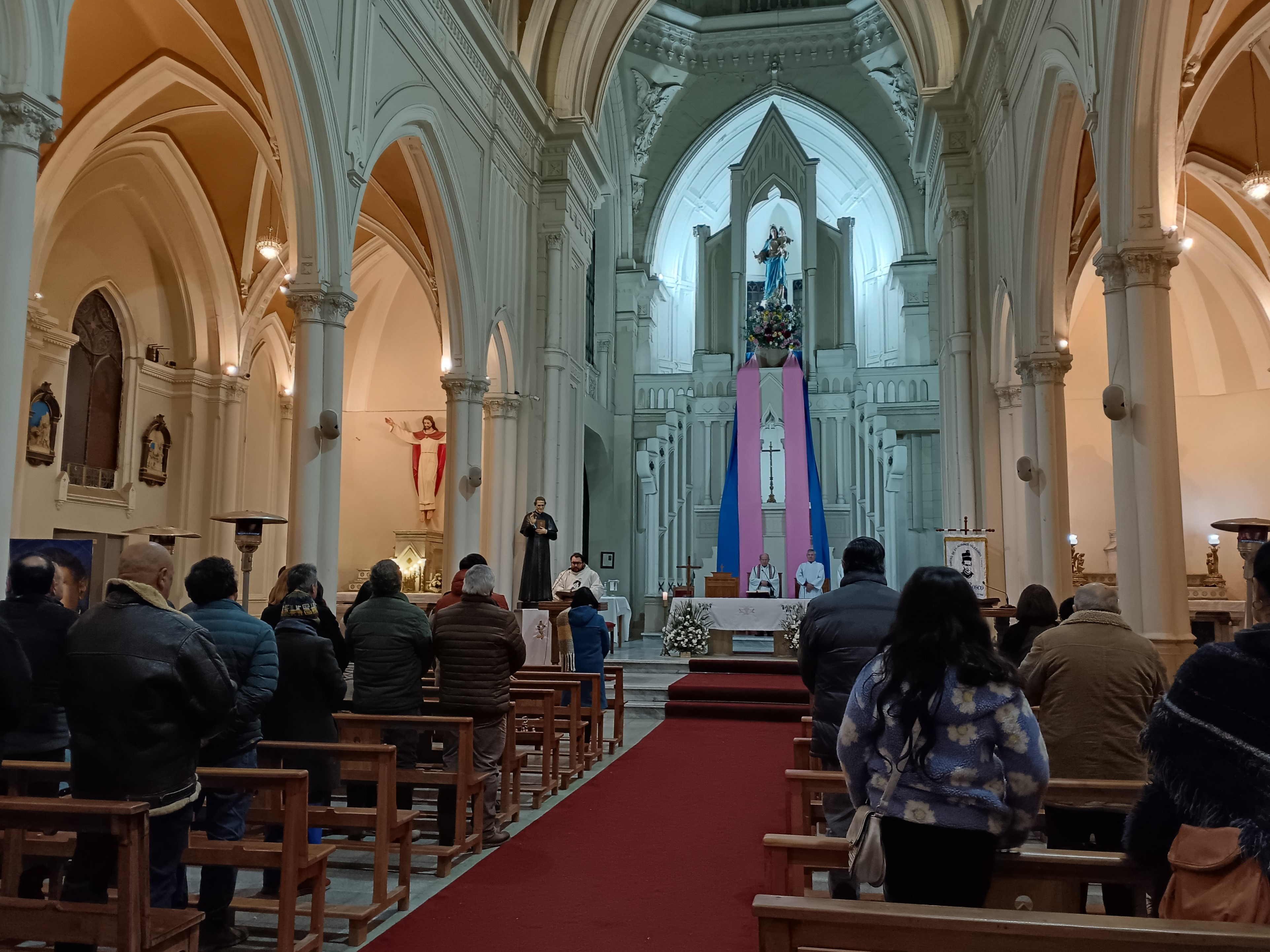
Zona posterior y altar mayor del santuario.

En la nave central destaca al fondo el altar mayor, con un ciborio hecho en albañilería que en su cima presenta una imagen de María Auxiliadora sosteniendo a Jesús, custodiados sobre estos por dos ángeles originalmente hechos a mano en yeso insertados en la pared. Sobre el altar y el presbiterio se erige la cúpula, precedida por un cimborrio perforado por ventanas que permiten el ingreso de luz solar desde cualquier dirección. Por su parte, el ábside está oculto por el altar mayor.
El techo está conformado por bóvedas de crucería cuatripartita, las cuales cuentan en su sector inferior con pequeñas ventanas que contribuyen a la iluminación del templo durante gran parte del día. Conforman arcos apuntados, igual que gran parte de los detalles arquitectónicos de la construcción.
Entre la nave central y sus laterales la separación se realiza por columnas que conforman arquería apuntada. Dichas columnas cuentan con decoraciones góticas en sus capiteles, mientras que las molduras destacan por sus terminaciones rectas estilo neoclásico.
Consta de un falso transepto, pues la iglesia no tiene forma de cruz latina. Sin embargo, brinda esa sensación por las paredes separadoras entre la zona principal y la sacristía, a un costado del presbiterio.
La puerta principal destaca por su tamaño y forma de arco apuntado, decorada por vidrios de colores brillantes en su zona superior. Sobre esta existe un mirador que precede al rosetón principal de la fachada.

#### Naves laterales
Las naves laterales tampoco escatiman en detalles y elementos decorativos. También cuentan con bóvedas de crucería cuatripartita que culminan en los pilares y pilastras para conformar arcos apuntados. A un costado del presbiterio cuenta con espacios para altares. Ambos costados son similares en lo que corresponde a la ubicación, composición y forma de las ventanas, decoradas por vitrales brillantes y con forma de arcos apuntados. 
La nave oriental cuenta, además, con dos puertas de salida: Una hacia la gruta de la Virgen y otra directamente hacia el colegio. En este costado se ubica un confesionario de madera y un altar lateral a la Virgen del Carmen. Al fondo de esta nave se ubica la sacristía, bloqueada por un muro. Por este costado del presbiterio cuenta con un altar lateral del Cristo Rey. Además, en esta nave se encuentra el acceso a la gruta de la Virgen María, hecha en concreto, de gran tamaño y que presenta variada vegetación.
La nave occidental cuenta, por su parte, con una puerta clausurada que daba hacia la calle. Además de otro confesionario y un altar lateral a San José. Por este costado del presbiterio cuenta con un altar lateral del sagrado Corazón de Jesús

### Exterior
La fachada de la iglesia cuenta con diversos elementos que la convierten en una de las más detalladas en toda la ciudad. Se destacan las tres naves, siendo la central la que recibe a la torre. Cuenta con tres puertas principales de ingreso en el frontis, de las cuales solo la central está habilitada. Sobre las puertas se construyeron rosetones con vidrios de colores vívidos. Las puertas, rosetones y algunas ventanas cuentan con abocinamientos en sus marcos.
Solo el lateral oriental se encuentra expuesto, pues el occidental está cubierto por la estructura del colegio. El exterior del lateral cuenta con diversas ventanas y una puerta actualmente clausurada. Hacia el fondo de la estructura, a la altura del transepto, se encuentra un pequeño rosetón en la zona superior.
Las puertas y ventanas del frontis y los laterales, a excepción de las ventanas superiores de la nave central, están conformadas por arcos apuntados. Esto se repite en distintos elementos a lo largo de toda la estructura, antecediendo, además, a los espacios habilitados para figuras. 
La torre central destaca por su prominencia. En su cima se encuentra el campanario, el cual también está hecho con arcos apuntados y abocinamientos que preceden a las campanas como tal. La apariencia sobre el campanario cambia drásticamente en comparación al resto de la iglesia, pues el material que compone la punta se encuentra en bruto, dejando ver el color natural de la piedra del cual está hecho.
En la zona posterior superior se encuentra la cúpula, donde en su cima descansa una figura blanca de María Auxiliadora que cuenta con iluminación las 24 horas del día (natural por el día, artificial por la noche).
Desde la década de 1970 sus colores han sido suaves, remarcando los elementos decorativos y estructurales principales con colores que contrastan. 
|                      |
| Fachada del frontis. |

|                                            |
| Vista lateral desde el colegio salesianos. |

## Actualidad
La iglesia no tiene funciones parroquiales, sino que se constituye principalmente como un santuario.
Sin embargo, de igual manera basa su funcionamiento en el año litúrgico, contando con misas semanales. Cuenta, además, con un sacerdote encargado.
Recibe anualmente las actividades cristianas del colegio, como las misas anuales de los cursos, primeras comuniones y confirmaciones, entre otros. Además, suele solicitarse para la realización de bautismos y matrimonios.